# Рейдар Кваммен
Рейдар Освальд Кваммен (норв. Reidar Osvald Kvammen, 23 липня 1914, Ставангер — 27 жовтня 1998, там само) — норвезький футболіст, що грав на позиції нападника за клуб «Вікінг», а також національну збірну Норвегії. По завершенні ігрової кар'єри — тренер.

## Клубна кар'єра
У футболі дебютував 1931 року виступами за команду «Вікінг», кольори якої і захищав протягом усієї своєї кар'єри гравця, що тривала цілих двадцять два роки. 

## Виступи за збірну
1933 року дебютував в офіційних матчах у складі національної збірної Норвегії. Протягом кар'єри у національній команді, яка тривала 17 років, провів у її формі 51 матч, забивши 17 голів.
У складі збірної був учасником чемпіонату світу 1938 року у Франції, де зіграв в програному матчі 1/8 фіналу з Італією (1-2).

## Кар'єра тренера
Розпочав тренерську кар'єру, ще продовжуючи грати на полі, 1948 року, очоливши тренерський штаб клубу «Саннес Ульф».
1953 року став головним тренером команди «Молде», тренував команду з Молде один рік.
Згодом протягом 1964–1964 років очолював тренерський штаб клубу «Вікінг».
Протягом тренерської кар'єри також очолював команди «Брюне» та «Альгард».
Останнім місцем тренерської роботи був клуб «Відар», головним тренером команди якого Рейдар Кваммен був з 1968 по 1970 рік.
Помер 27 жовтня 1998 року на 85-му році життя у місті Ставангер.
| Дата       | Місто             | Господарі  | Результат | Гості      | Турнір                        | Голи | Примітки |
| ---------- | ----------------- | ---------- | --------- | ---------- | ----------------------------- | ---- | -------- |
| 05.11.1933 | Магдебург         | Німеччина  | 2 – 2     | Норвегія   | товариський матч              | -    |          |
| 01.07.1934 | Стокгольм         | Швеція     | 3 – 3     | Норвегія   | Чемпіонат П. Європи 1933-1936 | -    |          |
| 02.09.1934 | Осло              | Норвегія   | 4 – 2     | Фінляндія  | Чемпіонат П. Європи 1933-1936 | 1    |          |
| 23.09.1934 | Осло              | Норвегія   | 3 – 1     | Данія      | Чемпіонат П. Європи 1933-1936 | -    |          |
| 31.05.1935 | Осло              | Норвегія   | 2 – 0     | Угорщина   | товариський матч              | -    |          |
| 23.06.1935 | Копенгаген        | Данія      | 1 – 0     | Норвегія   | Чемпіонат П. Європи 1933-1936 | -    | 30'      |
| 27.06.1935 | Осло              | Норвегія   | 1 – 1     | Німеччина  | товариський матч              | -    |          |
| 08.09.1935 | Гельсінкі         | Фінляндія  | 1 – 5     | Норвегія   | Чемпіонат П. Європи 1933-1936 | 1    |          |
| 22.09.1935 | Осло              | Норвегія   | 0 – 2     | Швеція     | Чемпіонат П. Європи 1933-1936 | -    |          |
| 03.11.1935 | Цюріх             | Швейцарія  | 2 – 0     | Норвегія   | товариський матч              | -    |          |
| 18.06.1936 | Осло              | Норвегія   | 1 – 2     | Швейцарія  | товариський матч              | -    |          |
| 05.07.1936 | Гетеборг          | Швеція     | 2 – 0     | Норвегія   | Чемпіонат П. Європи 1933-1936 | -    |          |
| 26.07.1936 | Стокгольм         | Швеція     | 3 – 4     | Норвегія   | товариський матч              | 3    |          |
| 03.08.1936 | Берлін            | Норвегія   | 4 – 0     | Туреччина  | Олімпійські ігри 1936         | 1    |          |
| 07.08.1936 | Берлін            | Німеччина  | 0 – 2     | Норвегія   | Олімпійські ігри 1936         | -    |          |
| 10.08.1936 | Берлін            | Італія     | 2 – 1     | Норвегія   | Олімпійські ігри 1936         | -    |          |
| 13.08.1936 | Берлін            | Норвегія   | 3 – 2     | Польща     | Олімпійські ігри 1936         | -    |          |
| 06.09.1936 | Осло              | Норвегія   | 0 – 2     | Фінляндія  | Чемпіонат П. Європи 1933-1936 | -    |          |
| 20.09.1936 | Осло              | Норвегія   | 3 – 3     | Данія      | Чемпіонат П. Європи 1933-1936 | -    |          |
| 01.11.1936 | Амстердам         | Нідерланди | 3 – 3     | Норвегія   | товариський матч              | -    |          |
| 14.05.1937 | Осло              | Норвегія   | 0 – 6     | Англія     | товариський матч              | -    |          |
| 27.05.1937 | Осло              | Норвегія   | 1 – 3     | Італія     | товариський матч              | -    |          |
| 13.06.1937 | Копенгаген        | Данія      | 5 – 1     | Норвегія   | Чемпіонат П. Європи 1937-1947 | -    |          |
| 05.09.1937 | Гельсінкі         | Фінляндія  | 0 – 2     | Норвегія   | Чемпіонат П. Європи 1937-1947 | -    |          |
| 19.09.1937 | Осло              | Норвегія   | 3 – 2     | Швеція     | Чемпіонат П. Європи 1937-1947 | 1    |          |
| 10.10.1937 | Осло              | Норвегія   | 3 – 2     | Ірландія   | Відбір до ЧС 1938             | 2    |          |
| 24.10.1937 | Берлін            | Німеччина  | 3 – 0     | Норвегія   | товариський матч              | -    |          |
| 07.11.1937 | Дублін            | Ірландія   | 3 – 3     | Норвегія   | Відбір до ЧС 1938             | 2    |          |
| 31.05.1938 | Осло              | Норвегія   | 1 – 0     | Естонія    | товариський матч              | -    |          |
| 05.06.1938 | Марсель           | Італія     | 2 – 1     | Норвегія   | ЧС 1938                       | -    |          |
| 17.06.1938 | Осло              | Норвегія   | 9 – 0     | Фінляндія  | Чемпіонат П. Європи 1937-1947 | 2    |          |
| 04.09.1938 | Осло              | Норвегія   | 2 – 1     | Швеція     | товариський матч              | -    |          |
| 18.09.1938 | Осло              | Норвегія   | 1 – 1     | Данія      | Чемпіонат П. Європи 1937-1947 | -    |          |
| 02.10.1938 | Сольна            | Швеція     | 2 – 3     | Норвегія   | Чемпіонат П. Європи 1937-1947 | -    |          |
| 23.10.1938 | Варшава           | Польща     | 2 – 2     | Норвегія   | товариський матч              | -    |          |
| 09.11.1938 | Ньюкасл-апон-Тайн | Англія     | 4 – 0     | Норвегія   | товариський матч              | -    |          |
| 02.06.1939 | Сольна            | Швеція     | 3 – 2     | Норвегія   | товариський матч              | -    |          |
| 14.06.1939 | Копенгаген        | Норвегія   | 1 – 0     | Швеція     | товариський матч              | -    |          |
| 18.06.1939 | Копенгаген        | Данія      | 6 – 3     | Норвегія   | товариський матч              | 1    |          |
| 22.06.1939 | Осло              | Норвегія   | 0 – 4     | Німеччина  | товариський матч              | -    |          |
| 17.09.1939 | Осло              | Норвегія   | 2 – 3     | Швеція     | Чемпіонат П. Європи 1937-1947 | -    |          |
| 22.10.1939 | Копенгаген        | Данія      | 4 – 1     | Норвегія   | Чемпіонат П. Європи 1937-1947 | -    |          |
| 28.06.1946 | Берген            | Норвегія   | 12 – 0    | Фінляндія  | товариський матч              | 2    |          |
| 08.07.1946 | Копенгаген        | Данія      | 2 – 0     | Норвегія   | товариський матч              | -    |          |
| 28.07.1946 | Люксембург        | Люксембург | 3 – 2     | Норвегія   | товариський матч              | -    |          |
| 15.09.1946 | Осло              | Норвегія   | 0 – 3     | Швеція     | товариський матч              | -    |          |
| 20.10.1946 | Копенгаген        | Данія      | 7 – 1     | Норвегія   | товариський матч              | -    |          |
| 05.10.1947 | Сольна            | Швеція     | 4 – 1     | Норвегія   | Чемпіонат П. Європи 1937-1947 | 1    |          |
| 26.05.1948 | Осло              | Норвегія   | 1 – 2     | Нідерланди | товариський матч              | -    |          |
| 12.06.1948 | Копенгаген        | Данія      | 1 – 2     | Норвегія   | Чемпіонат П. Європи 1948-1951 | -    |          |
| 19.06.1949 | Осло              | Норвегія   | 1 – 3     | Югославія  | товариський матч              | -    | 46'      |
| Усього     |                   | Матчів     | 51        |            | Голів                         | 17   |          |

## Титули і досягнення
- Бронзовий олімпійський призер: 1936